# Nemosenecio nikoensis
Espèce
Synonymes
- Senecio nikoensis Miq.

Nemosenecio nikoensis (le Séneçon de Nikkō) est une espèce de plantes à fleurs appartenant à la famille des Asteraceae, endémique du Japon.

## Nom vernaculaire
- Sawagiku (chrysanthème des marais), au Japon

## Localisation
Cette espèce est endémique du Japon où elle se rencontre communément dans des zones humides de montagne.